# Fluoxetina
La Fluoxetina è un farmaco antidepressivo appartenente alla classe degli inibitori selettivi della ricaptazione della serotonina (SSRI) usato principalmente per il trattamento della depressione maggiore e dei disturbi d'ansia (come ad esempio disturbo d'ansia generalizzato, attacchi di panico, fobia sociale e disturbo ossessivo compulsivo). Al pari degli altri SSRI, negli anni questa molecola è stata approvata o comunque utilizzata off-label per il trattamento di altri disturbi come il disturbo disforico premestruale, bulimia e l'eiaculazione precoce.
L'effetto terapeutico completo si manifesta generalmente in 2-4 settimane dall'inizio della terapia, di più (fino a 10-12 settimane) nei disturbi ossessivo-compulsivi.
Conosciuto commercialmente col nome di Prozac, è stato il primo SSRI a essere approvato per uso medico, entrando in commercio nel 1986 negli USA. È stato sintetizzato per la prima volta nei laboratori Eli Lilly nel 1972.

## Effetti collaterali
Gli effetti collaterali più comuni, verificatisi in più del 5% dei pazienti che assumevano fluoxetina, sono:
- Pensieri autolesionistici e/o suicidi (specie negli adolescenti)
- Deficit di attenzione, confusione mentale
- Acatisia (irrequietezza), irritabilità, ansia
- Disturbi del sonno (insonnia)
- Disturbi gastrointestinali (nausea, diarrea), alterazione del gusto
- Disfunzioni sessuali (diminuzione della libido, anorgasmia) e appiattimento emotivo
- anedonia
- Visione offuscata
- Sintomi simil-influenzali (mal di testa, debolezza, dolori muscolari, rinofaringiti)
- Tremori, movimenti involontari
- Sudorazione, vasodilatazione
- Gonfiore delle labbra e difficoltà respiratorie
- Bocca secca
- Reazioni cutanee (dermatiti, prurito)
- Sanguinamento vaginale
- Frequente minzione

Sono in genere autolimitanti, cioè tendono a presentarsi nei primi giorni di assunzione per poi diminuire nel corso delle prime settimane di trattamento; invece gli effetti collaterali sulla sfera sessuale tendono a comparire nel corso delle prime settimane di trattamento e a persistere nel corso dell'assunzione, specie ai dosaggi medio-elevati. Può accadere che alcuni effetti collaterali, come le disfunzioni sessuali, persistano per un tempo indefinito dopo la sospensione del trattamento, dando origine alla sindrome post-trattamento.
Tra tutti gli SSRI, la fluoxetina è considerato il più attivante (è quello che causa il maggior tasso di nervosismo e insonnia); inoltre è quello che causa il maggior tasso di reazioni cutanee (rash, prurito, dermatiti). Il profilo di efficacia e sicurezza è simile a quello degli altri SSRI.

### Sintomi da sospensione
Come per gli altri SSRI, nel momento della sospensione del trattamento o della diminuzione del dosaggio può verificarsi un insieme di sintomi di astinenza caratterizzati da sensazione di scossa alla testa, sintomi simil influenzali e anche ansia e variazioni dell'umore che tendono a risolversi autonomamente nel giro di pochi giorni e che possono essere diminuiti con la diminuzione lenta del dosaggio. Tuttavia sono stati documentati casi di sintomi di astinenza protrattisi per settimane o mesi. La fluoxetina, per via della sua lunga emivita, sembra essere uno degli SSRI con la minore tendenza a generare questi sintomi e quindi a volte viene utilizzato per coadiuvare la sospensione di altri SSRI a breve emivita come paroxetina o sertralina.

## Avvertenze

### Diabete
La somministrazione di un SSRI può influenzare il controllo glicemico. Infatti l'aumento del tono serotoninergico indotto dall'antidepressivo sembrerebbe aumentare la secrezione e la sensibilità all'insulina. Con fluoxetina si è osservata ipoglicemia durante la terapia e iperglicemia alla sospensione del trattamento, quindi il dosaggio dei farmaci antidiabetici, ipoglicemizzanti orali e insulina, potrebbe richiedere un aggiustamento.

### Iponatriemia
Gli SSRI possono indurre iponatriemia (valore medio di 120 mmoli/L) con un aumento del rischio di 3,5 volte. Nella maggior parte dei pazienti questo effetto si manifesta durante il primo mese di terapia; il rischio è maggiore nelle donne anziane e nei pazienti in terapia con diuretici. L'iponatriemia si manifesta con confusione, convulsioni, senso di fatica, delirio, sincope, sonnolenza, agitazione, vertigini, allucinazione e, più raramente, con aggressività, disturbi della personalità e depersonalizzazione. Di conseguenza la comparsa di sintomi neuropsichiatrici durante il primo mese di trattamento deve suggerire la misurazione degli elettroliti serici.

### Gravidanza
Per la Food and Drug Administration la fluoxetina è un farmaco da gravidanza di classe C, ovvero i cui studi sugli animali hanno rilevato effetti dannosi sul feto oppure per cui non sono disponibili studi controllati, né su esseri umani né su animali. Di conseguenza la somministrazione di questi farmaci in gravidanza va raccomandata previa un'analisi dei potenziali benefici per la paziente rispetto ai potenziali rischi per il feto. Per questo motivo in generale la somministrazione di fluoxetina durante la gravidanza è sconsigliata e nel caso sia necessario un trattamento antidepressivo la scelta ricade generalmente su altre molecole.
La fluoxetina è stata classificata come una tossina riproduttiva dal Centro per la Valutazione dei Rischi sulla Riproduzione Umana (CERHR), un gruppo di esperti presso il National Institutes of Health, per via dei suoi effetti deleteri sulla capacità riproduttiva, i disturbi endocrini e sulla qualità dello sperma.
La depressione può arrivare a colpire fino al 20% delle donne in stato di gravidanza ed è associata a ritardo di crescita uterina e a basso peso del nascituro. Inoltre la depressione materna non trattata può alterare il rapporto madre-neonato (scarsa capacità genitoriale). Gli studi clinici relativi all'impiego degli SSRI, intesi come classe terapeutica, hanno evidenziato un basso rischio di anomalie congenite. L'esposizione agli SSRI durante il terzo trimestre di gravidanza può provocare nel neonato la comparsa della sindrome da astinenza da SSRI e ipertensione polmonare persistente.
I sintomi più frequenti relativi alla sindrome da astinenza includono agitazione, irritabilità, ipo/ipertonia, iperriflessia, sonnolenza, problemi nella suzione, pianto persistente. Più raramente si sono manifestati ipoglicemia, difficoltà respiratoria, anomalie della termoregolazione e convulsioni. L'ipertensione polmonare persistente è una grave patologia che richiede terapia intensiva e che può indurre anomalie dello sviluppo neurologico e morte. L'incidenza è pari a uno su 100 neonati esposti a SSRI nella seconda metà della gravidanza rispetto a una incidenza di uno su 1 000 nati vivi nella popolazione generale. Probabilmente questa patologia è correlata a effetti della serotonina sullo sviluppo cardiovascolare. Il passaggio transplacentare degli SSRI può provocare emorragie nel neonato. Non sono noti gli effetti dovuti all'esposizione in gravidanza agli SSRI sullo sviluppo neurocomportamentale dei bambini, tuttavia sono state riportate associazioni (e non causalità, quindi da indagare maggiormente) con il rischio di autismo e aumentata probabilità di depressione in età adolescenziale.

## Farmacologia
| Molecular Target | Fluoxetine | Norfluoxetine |
| ---------------- | ---------- | ------------- |
| SERT             | 1          | 19            |
| NET              | 660        | 2700          |
| DAT              | 4180       | 420           |
| 5-HT2A           | 200        | 300           |
| 5-HT2B           | 5000       | 5100          |
| 5-HT2C           | 72.6       | 91.2          |
| α1               | 3000       | 3900          |
| M1               | 870        | 1200          |
| M2               | 2700       | 4600          |
| M3               | 1000       | 760           |
| M4               | 2900       | 2600          |
| M5               | 2700       | 2200          |
| H1               | 3250       | 10000         |

La fluoxetina è in grado di legare e bloccare l'attività del trasportatore della serotonina senza evidenziare, a dosi terapeutiche, affinità significative per quelli della noradrenalina e della dopamina. Ciò si crede porti all'incremento delle concentrazioni di serotonina nel vallo sinaptico che può stimolare così più a lungo i suoi recettori. Fluoxetina ad alte dosi (60-80 mg), mostra una non trascurabile affinità per il recettore della serotonina 5HT2C, ciò potrebbe contribuire a rafforzarne gli effetti terapeutici.
La fluoxetina e il suo metabolita nor-fluoxetina, così come gli altri SSRI, si sono inoltre dimostrati in grado di aumentare le concentrazioni cerebrali di Allopregnanolone, un potente agonista dei recettori GABA-A, noti per mediare effetti ansiolitici. Entrambi si sono poi mostrati in grado di agire, alla stessa maniera, su questo stesso recettore; ciò potrebbe mediare parte degli effetti terapeutici e collaterali della fluoxetina. Inoltre la Fluoxetina agisce come agonista del recettore σ1 con una potenza maggiore di quella del citalopram, ma minore di quella della Fluvoxamina. Tuttavia la rilevanza clinica di questa proprietà non è chiara.
Fluoxetina agisce poi da bloccante del canale anoctamina 1, un canale del cloro attivato dal calcio. Altri canali ionici, come il recettore nicotinico per l'acetilcolina e il recettore della serotonina 5HT3 sono inibiti a concentrazioni terapeutiche dalla fluoxetina. Inoltre fluoxetina inibisce la sfiengomielinasi acida, un regolatore chiave della concentrazione di cerammidi.

## Forme enantiomericamente pure e dispute economiche
Il Prozac comunemente venduto è in forma racemica. Sono stati condotti numerosi studi nel corso degli anni per verificare una presunta efficacia medica anche della molecola di fluoxetina pura in forma sia levogira che destrogira. Alcuni studi preliminari sembrerebbero aver condotto alla conclusione che l' S-fluoxetina abbia efficacia anche come antiemicranico oltre che come antidepressivo, nonostante ciò però ancora non sembrerebbero usciti sul mercato farmaci contenenti la molecola in questa forma.
Maggiore fortuna ha ottenuto però la controparte, ossia l' R-fluoxetina. Si è notato come la molecola nella forma destrogira abbia un maggiore effetto come antidepressivo seppure abbia un'emivita di molto inferiore.
L'azienda progenitrice del Prozac ha cercato di sfruttare l'effetto molto simile alla forma racemica dell'enantiomero destrogiro per immettere una nuova versione del farmaco sul mercato prima che il brevetto fosse scaduto, senza successo però, a causa della decisione del tribunale di anticipare la scadenza del brevetto di due anni (2001).
Questo avvenimento ha causato perdite ingenti per oltre 100 milioni di dollari sia alla Eli-Lilly sia alla Sepracor, la quale si è inoltre vista calare pesantemente le proprie azioni in borsa.

## Commercializzazione
Nomi commerciali della fluoxetina:
- Actan (Cile)
- Adofen (Spagna)
- Affex (Irlanda)
- Alental (Argentina)
- Alentol (Chile)
- Andepin (Polonia)
- Animex-On (Argentina)
- Anismol (Cile)
- Ansilan (Colombia)
- Anxetin (Tunisia)
- Ao Mai Lun (Cina)
- Apinrol (Cile)
- Apo-fluoxetine (Cina, Russia, Taiwan)
- Auscap (Australia)
- Bellzac (Irlanda)
- Biflox (Bulgaria)
- Bioxetin (Polonia)
- Biozac (Bulgaria, Irlanda)
- Daforin (Brasile)
- Dawnex (India)
- Deprexetin (Bulgaria, Polonia, Lituania)
- Deprimaks (Lituania)
- Depten (India)
- Depten-AZ (India)
- Depten-OZ (India)
- Depzac (India)
- Dinalexin (Tunisia)
- Doc Fluoxetine (Lussemburgo)
- Dominium (Ecuador, Cile)
- Eburnate (Argentina)
- Felicium (Austria, Regno Unito[36])
- Felixina (Argentina)
- Floccin (Austria)
- Florak (Turchia)
- Floxet (Bulgaria)
- Fluctine (Austria, Messico[36], Svizzera)
- Fludac (Georgia, India)
- Fludawn (India)
- Fludep (India)
- Flumed (Thailandia)
- Flunil-20 (Georgia)
- Flunirin (Serbia)
- Flunisan (Macedonia del Nord, Serbia)
- Fluocim (Svizzera[36])
- Fluohexal (Australia[36])
- Fluoksetin (Macedonia del Nord, Serbia)
- Fluovex (Malaysia)
- Fluox (Belgio, Nuova Zelanda, Corea del Sud)
- Fluoxac (Messico)
- FluoxeLich (Germania)
- Fluoxemed (Belgio[36])
- Fluoxe-Q (Germania[36])
- Fluoxeren (Italia)
- Fluoxgamma (Germania)
- Fluoxin (Romania)
- Fluoxiram (Argentina)
- Fluoxone (Belgio)
- Fluronin (Taiwan)
- Flusac (Thailandia)
- Flusetin (Croazia)
- Flustad (Paesi Bassi)
- Flutin (Danimarca, Oman)
- Flutine (Israele, Thailandia)
- Fluval (Croazia)
- Flux Hexal (Austria)

- Flux (Estonia, Lituania, Taiwan)
- Fluxadir (Grecia)
- Fluxemed (Estonia, Lituania)
- Fluxen (Taiwan)
- Fluxene (Brasile)
- Fluxet (Germania)
- Fluxetil (Malesia, Singapore[36], Thailandia)
- Fluxetin (Hong Kong, Singapore)
- Fluxetin Atlantic (Thailandia)
- Fluxil (Austria[36], Hong Kong, Singapore)
- Fluxomed (Austria)
- Fluzac (Irlanda, Venezuela)
- Fluzac-20 (Thailandia)
- Fluzak (Repubblica Ceca)
- Fluzyn (Oman)
- Fokeston (Grecia)
- Fontex D.A.C. (Belgio, Danimarca, Finlandia[36], Islanda, Lussemburgo, Norvegia, Svezia)
- Fontex (Danimarca)
- Fonzac (Taiwan)
- Foxetin (Argentina, Corea del Sud)
- Framex (Serbia)
- Fropine (Corea del Sud)
- Fulsac (Turchia)
- FXT (Canada[36])
- Gerozac (Irlanda)
- Hapilux (Grecia)
- Indozul (Messico)
- Jin Kai Ke (Cina)
- Juxac (Taiwan)
- Kai Ke (Cina)
- Kalxetin (Indonesia)
- Ladose (Grecia)
- Lapsus (Argentina)
- Lebensart (Messico)
- Lecimar (Spagna)
- Linz (Bahrein, Oman)
- Lorien (Sudafrica)
- Lovan (Australia, Nuova Zelanda[36])
- Luramon (Spagna)
- Magrilan (Repubblica Ceca, Hong Kong[36], Malta, Romania, Singapore, Slovacchia, Thailandia)
- Mitilase (Argentina)
- Modipran (Bangladesh)
- Moltoben (Colombia, Repubblica Dominicana, Guatemala, Honduras, Panama, El Salvador)
- Mutan (Austria)
- Nerbet (Cile)
- Nervosal (Argentina)
- Neupax (Argentina, Costa Rica, Repubblica Dominicana, Ecuador, Guatemala, Honduras, Panamá, El Salvador
- Neuxetin (Filippine)
- Nodep (Bangladesh)
- Nortec (Brasile)
- Norzac (Irlanda)
- Noxetine (Indonesia)
- Nuzak (Sudafrica)
- Nycoflox (Estonia, Lituania)
- Orthon (Grecia)
- Ovisen (Messico)
- Oxactin (Regno Unito, Malta)
- Oxedep (Vietnam)
- Oxetine (Thailandia)
- Oxipres (Indonesia)

- Oxsac (Thailandia)
- Pisaurit (Messico)
- Plazeron (Malta)
- Portal (Ungheria, Lituania, Repubblica Ceca, Croazia)
- Positivum (Austria)
- Pragmaten (Cile)
- Prizma (Israele)
- Proctin (Corea del Sud)
- Prodep (Russia)
- Prodin (Filippine)
- Profluzac (Russia)
- Prohexal (Sudafrica)
- Prolert (Bangladesh)
- Proren (Corea del Sud)
- Prozac (Argentina, Australia, Belgio, Brasile, Canada, Cile, Cina, Repubblica Ceca, Francia, Hong Kong, Ungheria, Indonesia, Irlanda, Italia, Malesia, Messico, Paesi Bassi, Nuova Zelanda, Filippine, Portogallo, Russia, Sudafrica, Singapore, Thailandia, Turchia, Regno Unito, Stati Uniti, Venezuela)
- Prozac Bb Farma (Italia)
- Prozac Dispersable (Messico)
- Prozamel (Irlanda)
- Prozatan (Irlanda[36])
- Prozen (Brasile)
- Prozit (Irlanda, Regno Unito)
- Prozep (Irlanda, Regno Unito)
- Psipax (Portogallo)
- Psiquial (Brasile)
- Qualisac (Hong Kong)
- Ranflocs (Sudafrica)
- Ranflutin (Bulgaria)
- Reconcile (Stati Uniti)[37]
- Reneuron (Spagna)
- Roxetin (Corea del Sud)
- Salipax (Lituania, Malesia, Polonia, Slovenia)
- Sarafem (Stati Uniti)
- Sartuzin (Grecia)
- Saurat (Argentina)
- Selectine (Corea del Sud)
- Selectus (Portogallo)
- Serol (Islanda)
- Seromex (Finlandia)
- Seronil (Finlandia, Polonia)
- Sinzac (Malesia)
- Sofelin (Grecia)
- Sofluxen (Bulgaria)
- Stapiadilat (Grecia)
- Stapiadilat-S (Grecia)
- Stressless (Grecia)
- Thiramil (Grecia)
- Trizac (Etiopia)
- T-Zac (Taiwan)
- Ultiflox (Cile)
- Unprozy (Thailandia)
- U-Zet (Taiwan)
- Verotina (Brasile)
- Xeredien (Italia)
- Xetiran (Polonia)
- Youke (Cina)
- Zac (Indonesia)
- Zactin (Australia, Cina, Indonesia[36], Singapore, Taiwan)
- Zedprex (Turchia)
- Zinovat (Grecia)
- Zyfloxin (Brasile)